# Mistrovství Evropy v ledolezení 2016
Mistrovství Evropy v ledolezení 2016 (anglicky UIAA Ice Climbing European Championships) proběhlo 29. ledna - 31. ledna 2016 v italském Rabensteinu jako poslední závod světového poháru v ledolezení 2016.

## Průběh závodů

### Češi na ME
Lucie Hrozová se neúčastnila závodů kvůli pozdnímu zveřejnění podpory ledolezců v roce 2016 ze strany ČHS. Milan Dvořáček skončil v ledolezení na rychlost na 22. místě.

### Výsledky mužů a žen
| obtížnost            | obtížnost               | rychlost             | rychlost                    |
| -------------------- | ----------------------- | -------------------- | --------------------------- |
| muži                 | ženy                    | muži                 | ženy                        |
| 1. Janez Svoljšak    | 1. Petra Klinglerová    | 1. Radomir Proščenko | 1. Marija Tolokoninová      |
| 2. Yannick Glatthard | 2. Mariam Filippovová   | 2. Jegor Trapeznikov | 2. Jekatěrina Koščejevová   |
| 3. Alexej Tomilov    | 3. Jekatěrina Vlasovová | 3. Pavel Batušev     | 3. Mariam Filippovová       |
|                      |                         |                      |                             |
| 4. Maxim Tomilov     | 4. Angelika Rainer      | 4. Leonid Malych     | 4. Natalija Kulikovová      |
| 5. Nikolaj Kuzovlev  | 5. Naděžda Galljamovová | 5. Ivan Spicyn       | 5. Jekatěrina Feoktistovová |
| 6. Alexej Děngin     | 6. Marija Tolokoninová  | 6. Maxim Vlasov      | 6. Julija Olejnikovová      |
| 7. Valentyn Sypavin  | 7. Mc Swiggan Eimir     | 7. Nikolaj Kuzovlev  | 7. Alena Kočebajevová       |
| 8. Sergej Tarasov    | 8. Marianne Steen       | 8. Alexej Vagin      | 8. Naděžda Galljamovová     |
| 8. Alexej Maršalov   | 9. Maria Kuznetsova     | 9. Vladimir Kartašev | 9. Alena Vlasova            |
| 8. Radomir Proščenko | 10. Natalija Kulikovová | 10. Nikolaj Šved     | 10. Olga Kosek              |
|                      |                         |                      |                             |
| —                    | —                       | 22. Milan Dvořáček   | —                           |
| 6 finalistů          | 6 finalistek            | finalisté            | finalistky                  |
| 12 semifinalistů     | 14 semifinalistek       | 16 semifinalistů     | 15 semifinalistek           |
| 48 mužů              | 24 žen                  | 28 mužů              | 19 žen                      |